# Clancy (专辑)
《Clancy》是美国音乐组合二十一名飛員樂團的第七张录音室专辑，于2024年5月24日透过拉面工坊发行。 这张专辑以乐队第五张录音室专辑《音樂戰壕》（2018年）中引入的主人公克兰西（Clancy）命名，也为发生在虚构城市德玛（Dema）的系列故事画上句号。
《Clancy》由主唱泰勒·约瑟夫创作，并与保罗·米尼共同制作。乐队在2024年2月29日正式宣布了这一专辑的发行计划。专辑包含四首先行单曲：《Overcompensate》、《Next Semester》、《Backslide》和《The Craving》。《Clancy》获得了乐评人的积极评价，并在澳大利亚、德国和苏格兰的专辑排行榜上名列第一，在英国排名第二，在美国排名第三，并在其他几个国家进入前五名。为了宣传这张专辑，乐队将在2024年8月开始Clancy世界巡回演唱会（The Clancy World Tour）。

## 背景与宣传
2021年2月，在宣传二十一名飞行员的第六张录音室专辑《密码解锁》（2021年）时，主唱泰勒·约瑟夫透露专辑的收尾曲目《Redecorate》代表了乐队后续作品会告别这张专辑“活泼”、“欢快”而“多彩”的风格。在2022年9月的采访中，约瑟夫透露乐队的下一张专辑将终结专辑《音樂戰壕》中引入的角色克兰西（Clancy）和发生在虚构城市德玛（Dema）的系列故事。
2024年2月15日，乐队的数张专辑在音乐播放平台的唱片封面被贴上红色胶带，包括《密码解锁》、《船隻》、《模糊脸庞》和《音樂戰壕》，引发粉丝猜测。随后，许多人在社交媒体报告他们收到来自所谓德玛圣城（Sacred Municipality of Dema）的信件，里面含有一封来自故事主角Clancy的信件。17日，多个国家的公告牌和海报出现一个以火焰为背景的乐队徽标。
2月22日，乐队在社交媒体发表一段名为《我是克兰西》（I AM CLANCY）的影片，约瑟夫以Clancy视角叙述了前几张专辑当中的故事情节，包括他多次尝试逃离德玛城、获得远距离控制躯体的超能力，以及“回到Trench”的计划。
2024年2月29日，乐队正式宣布《Clancy》专辑定于5月17日发行。其主打单曲《Overcompensate》于同一天发行。
3月18日，约瑟夫宣布专辑中的每一首歌都将有一个相应的音乐录影带，全部录影带都将与专辑一同放出；后续由于影片制作需要更多时间，录影带连同专辑推迟了一周改到5月24日发行。5月18日至5月23日，专辑发行前一周，乐队在全球多地的唱片店举办了专辑试听会。
第二首单曲《Next Semester》于3月27日发行。第三首单曲《Backslide》于4月25日发行。5月9日，乐队在伦敦Electric Ballroom举行的小型音乐会上首次现场演唱了新歌《The Craving》。这首歌于5月22日作为第四首单曲发行；这一版本名为“单曲版”，与收录于专辑的“珍娜版”有不同的乐器编排和制作风格。
5月24日，专辑发行当天，乐队在YouTube上开启直播，首次播出了专辑中除开四首已经放出的单曲外九首歌曲的音乐录影带；乐队还在直播中分享了每首歌曲及其录影带的幕后故事。专辑首尾曲目《Paladin Strait》的音乐录影带则延后到6月21日发布；这支录影带由延森·诺恩指导。5月29日，乐队在网络商城上架名为《Clancy – Digital Remains》的音乐合集，提供限时数字形式下载。这一合集除了《Clancy》的标准曲目外还收录了四首单曲的现场版，以及121页的PDF格式小册子，内容包括“从未见过的替代封面设计、手写歌词、珍稀照片以及专辑创作过程中的个人物件。”

## 创作与主题
黛布拉·凯特·谢弗在《The Aquarian Weekly》中将《Clancy》描述为二十一名飞行员乐队所有艺术形式的“融合”。这是一张另类摇滚、流行摇滚、嘻哈、合成器流行音乐、卧室流行音乐、情绪说唱、独立摇滚、和车库摇滚专辑，融合了摇滚乐的音乐技巧、微妙的嘻哈音乐方向和“包罗万象”的流行音乐风格氛围。专辑主要由约瑟夫和保罗·米尼创作和制作，杰克·托里在《Routines in the Night》中也参与了创作。有几首歌曲最初是用男中音尤克里里创作的，然后才被改编成贝斯吉他在内的其他乐器。
与该系列之前的作品一样，《Clancy》以虚拟世界Trench和反乌托邦城市德玛（Dema）为背景，講述故事主角Clancy在獲得一種超能力以後重回Trench並計劃在德瑪城（Dema）領導一場叛亂。

## 巡演
乐队在《Next Semester》放出后，宣布了这张专辑的巡演计划。Clancy世界巡回演唱会跨越四大洲，演出超过70场，从2024年8月15日科罗拉多州丹佛市的Ball Arena开始，到2025年5月14日伦敦的O2体育馆结束。在巡演之前，乐队举行了五场名为“An Evening with Twenty One Pilots”的小型音乐会，第一场于2024年5月2日在纽约市的Bowery Ballroom举行，第二场于5月7日在柏林的大都会举行，第三场于5月9日在伦敦的电子舞厅举行，第四场于5月14日在墨西哥城的国立礼堂举行。这系列小型演出的最后一场于5月24日在乐队家乡俄亥俄州哥伦布市的纽波特音乐厅举行，以配合专辑的发行。7月8日，乐队宣布“粉丝首映展览”（Fan Premier Exhibit）将与他们一起参加Clancy世界巡回演唱会美国和加拿大站的演出，这是一个巡回展览，展示来自过去专辑周期的道具和纪念品。

## 商业表现
《Clancy》是二十一名飞行员乐队连续第四张进入告示牌二百强专辑榜前三的专辑，首周以143,000张专辑等价单位的销量空降第三名。《Clancy》首周获得了3864万次官方点播流量和113,000张纯专辑销量，成为2024年销量最高的摇滚专辑。这张专辑在摇滚专辑榜上排名第一，在另类专辑榜上排名第二。专辑中的每一首歌都进入了热门摇滚与另类歌曲榜的前50名。这张专辑还在加拿大专辑榜上排名第三，成为他们在这一音乐市场第四张进入前五的专辑。
这张专辑在发行后登上了英国周中排行榜的榜首，但在英国专辑榜上排名第二，仅次于泰勒·斯威夫特的专辑《The Tortured Poets Department》（2024年）。它还在英国黑胶唱片排行榜和英国唱片店排行榜上排名第一。
《Clancy》成为二十一名飞行员乐队在澳大利亚的第二张冠军专辑，于2024年5月31日在澳大利亚唱片业协会专辑榜上排名第一。它还在德国和苏格兰排名第一。在其他11个国家，这张专辑进入了前五名。

## 曲目列表
| 《Clancy》曲目列表 | 《Clancy》曲目列表                               | 《Clancy》曲目列表 |
| 曲序               | 曲目                                             | 时长               |
| ------------------ | ------------------------------------------------ | ------------------ |
| 1.                 | Overcompensate                                   | 3:56               |
| 2.                 | Next Semester（约瑟夫）                          | 3:54               |
| 3.                 | Backslide（约瑟夫）                              | 3:00               |
| 4.                 | Midwest Indigo                                   | 3:16               |
| 5.                 | Routines in the Night（约瑟夫、米尼、杰克·托里） | 3:22               |
| 6.                 | Vignette                                         | 3:22               |
| 7.                 | The Craving (珍娜版)（约瑟夫）                   | 2:54               |
| 8.                 | Lavish                                           | 2:38               |
| 9.                 | Navigating                                       | 3:43               |
| 10.                | Snap Back                                        | 3:30               |
| 11.                | Oldies Station（约瑟夫）                         | 3:48               |
| 12.                | At the Risk of Feeling Dumb（约瑟夫）            | 3:23               |
| 13.                | Paladin Strait                                   | 6:28               |
| 总时长：           | 总时长：                                         | 47:18              |

采样名单
- Overcompensate包含对他们2018年专辑《音樂戰壕》中歌曲Bandito（英语：Bandito (song)）的采样，该歌曲由约瑟夫和米尼创作，由二十一名飞行员乐队演唱。[3]

备注
- 《The Craving（英语：The Craving (song)）》有两个版本，分别命名为“（珍娜版）”和“（单曲版）”；后者采用了不同的制作和乐器编排。[23]

## 制作名单

### 二十一名飞行员乐队
- 泰勒·约瑟夫 – 主唱、编程、制作、执行制作
- 乔什·邓 – 鼓、编程、鼓音訊工程

### 技术人员
- 保罗·米尼（英语：Paul Meany） – 制作、和声
- 克里斯·沃尔特曼 – 执行制作
- 亚当·霍金斯（英语：Adam Hawkins） – 混音
- 喬·拉博塔（英语：Joe LaPorta） – 母带处理
- 斯宾塞·斯图尔特 – 《The Craving（单曲版）》的制作

### 其他人员
- 马克·埃什莱曼 – （影片）创意指导
- 布兰登·里克 – （设计）创意指导
- 阿什利·奥斯本 – 摄影
- 比约格文·西于尔兹松 – 额外摄影
- 劳拉·普罗珀 – 造型
- 布莱恩·兰尼 – 包装
- 亚历克斯·怀尔德 – 《The Craving（单曲版）》的低音鼓
- 迈克·埃利松多（英语：Mike Elizondo） – 《The Craving（单曲版）》的低音提琴

## 排行榜
| 排行榜（2024年）                          | 最高 排名 |
| ----------------------------------------- | --------- |
| 阿根廷专辑榜（CAPIF）                     | 4         |
| 澳大利亞（ARIA專輯榜）                    | 1         |
| 奧地利（奧地利Ö3專輯榜）                  | 2         |
| 比利時法蘭德斯（Ultratop專輯榜）          | 4         |
| 比利時瓦隆（Ultratop專輯榜）              | 3         |
| 加拿大（《告示牌》Canadian Albums Chart） | 3         |
| 克罗地亚国际专辑榜（HDU）                 | 4         |
| 荷蘭（MegaCharts專輯榜）                  | 2         |
| 芬蘭（Suomen virallinen lista專輯榜）     | 20        |
| 德國（Offizielle Top 100專輯榜）          | 1         |
| 匈牙利（MAHASZ專輯榜）                    | 6         |
| 愛爾蘭（IRMA專輯榜）                      | 3         |
| 義大利（FIMI專輯榜）                      | 11        |
| 日本数字专辑榜（Oricon）                  | 27        |
| 日本热门专辑榜（日本公告牌）              | 79        |
| 立陶宛专辑榜（AGATA）                     | 6         |
| 紐西蘭（RMNZ專輯榜）                      | 3         |
| 挪威（VG-lista專輯榜）                    | 39        |
| 波蘭（ZPAV專輯榜）                        | 7         |
| 葡萄牙（AFP專輯榜）                       | 7         |
| 蘇格蘭（OCC專輯榜）                       | 1         |
| 西班牙（PROMUSICAE專輯榜）                | 5         |
| 瑞典实体专辑榜（瑞典最热榜单）            | 12        |
| 瑞士（Schweizer Hitparade專輯榜）         | 5         |
| 英國（OCC專輯榜）                         | 2         |
| 美国（《告示牌》200）                     | 3         |
| 美国（告示牌热门摇滚与另类专辑榜）        | 2         |